# クズリ
クズリ（貂熊、屈狸、学名: Gulo gulo）は、イタチ科クズリ属に分類される食肉類。現生種では本種のみでクズリ属を構成する（単型）。別名クロアナグマ。

## 分布
アメリカ合衆国西部（アイダホ州、オレゴン州、カリフォルニア州、モンタナ州、ワイオミング州、ワシントン州）、カナダ、スウェーデン、中国北部（黒竜江省、内モンゴル自治区、新疆ウイグル自治区）、ノルウェー、フィンランド、モンゴル、ロシア
模式標本の産地（基準産地・タイプ産地・模式産地）はラップランド（スウェーデン）とされる。

## 形態
体長65 - 105センチメートル。尾長17 - 26センチメートル。体重7 - 32キログラム。アラスカでの平均体重はオス15キログラム、メス10キログラム。頭部は大型。長い体毛で密に被われる。毛衣は黒や濃褐色で、肩から体側面・尾基部にかけて明褐色の帯模様が入る。
耳介はやや小型で丸みを帯びる。嗅覚は優れるが、一方で視覚や聴覚はあまり優れていない。歯列は門歯が上下6本ずつ、犬歯が上下2本ずつ、小臼歯が上下8本ずつ、大臼歯が上顎2本、下顎4本で計38本。小臼歯は頑丈で、顎の力が強いこともあって太い骨もかみ砕くことができる。四肢は短く、頑丈。足裏は大型で、体重が分散し柔らかい雪上を移動することに適している。
出産直後の幼獣は体重90 -100グラム。乳頭数は2対。

## 分類
クズリ属は中新世から前期鮮新世にイタチ科と他属の共通祖先から分岐し、中期更新世に本種が出現したと考えられている。同属の化石種として、Gulo minor・G. schlosseri・G. sudorusが挙げられる。
2008年に発表されたイタチ科の核DNAやミトコンドリアDNAの最大節約法・最尤法・ベイズ法による系統推定では、タイラ属・テン属とは全体として単系統群を形成するという解析結果が得られている。一方でこの解析結果に従えばフィッシャーを含む・あるいは本種を含まないテン属は偽系統群となる。この論文ではイタチ科内の亜科の復活や再定義も提唱しており、その説に従えば本属・タイラ属・テン属からなる単系統群でMartinaeを形成する。
ユーラシアクズリG. g. guloとアメリカクズリG. g. luscusの2亜種としたり、後者を別種G. luscusとする説もある。後述するようにさらに多くの亜種に区別する説もある。遺伝的な研究では、ユーラシア個体群と北米個体群はそれぞれ単系統群という結果が得られている。またバンクーバー島個体群（G. g. vancouverensis）とその他の北米個体群（G. g. luscus）の遺伝的な差は明瞭ではないとする研究もある。
以下の分類は、MSW3 (Wozencraft, 2005) に従う。
Gulo gulo gulo (Linnaeus, 1758)
Gulo gulo albus (Kerr, 1702)
模式産地はカムチャツカ。
Gulo gulo katschemakensis Matschie, 1918
模式産地はキナイ半島。
Gulo gulo luscus (Linnaeus, 1758)
ロッキー山脈より東方にかけて。模式産地はハドソン湾。
Gulo gulo luteus Elliot, 1904
北アメリカ西部。模式産地はカリフォルニア。
Gulo gulo vancouverensis Goldman, 1935
模式産地はバンクーバー島。

## 生態
タイガやツンドラに生息するが、山地の開けた場所で見られることもある。地表性だが、樹上に登ったり泳ぐこともある。夜行性だが、昼間に活動することもある。肛門腺からの分泌物や尿でにおい付け（マーキング）をして縄張りを主張する。岩の割れ目や洞窟・木の根元・他の動物の古巣などに草や葉を敷いた巣をつくる。1日45キロメートル移動することもあり、10～15キロメートルを休まずに走行することもある。また接地面積の大きい足裏を生かして雪上での行動を得意とする。
哺乳類、鳥類の卵、動物の死骸、果実などを食べる。小型の獲物は頸部に噛みついて倒す。冬季になるとトナカイやノロといったシカ類や野生のヒツジ類などの大型の獲物を捕らえることがあるが、通常は大型の獲物はその死骸を食べる。大型の獲物は背に飛び乗って襲いかかり、地面に倒してから食べる。なお大型の獲物を襲う際は、正面からの行動では無理が生じるため、主に木の上から奇襲し、顎で相手の脊髄や延髄といった急所をピンポイントに破壊する手法をとる。大型哺乳類を襲うのは冬場が多いが、これは接地面積の大きい足では平地での逃走や反撃が難しいためである。大きな獲物は解体してから地中や泥中・雪中に埋めたり、樹上に引っ掛けて貯蔵する。通常は自身より大型の捕食者を襲うことはないが、飼育下ではホッキョクグマを殺傷した記録がある。
繁殖様式は胎生。4～8月に交尾を行う。12月～翌3月に受精卵の着床が遅延するため、交尾の翌年に出産する。実質的な妊娠期間は30～40日。1～4月に1～5頭（主に2～4頭）の幼獣を産む。食物の豊富な場合は毎年繁殖するが、食物が少ない場合は繁殖を抑制する。授乳期間は8～10週間。生後2～3年で性成熟する。寿命は約13年で、飼育下では17年4か月の飼育記録がある。
天敵には、自分より大型の肉食獣であるヒグマ、ピューマ、オオカミなどがいる。幼獣時ではイヌワシも天敵となる。youtubeの動画ではよくオオカミを追い払うクズリの動画が投稿されているが
最も主要な天敵はオオカミが知られている

## 人間との関係
学名Guloは「大食漢」の意で、ラテン語のgulosusに由来する。英名Gluttonは「大食漢」の意。
毛皮が利用されることもある。
毛皮目的の乱獲、害獣としての駆除などにより生息数は減少している。スウェーデンにおいては保護動物であるが、トナカイを襲うため人間が駆除してしまうことがあり、野生の個体数は450頭ほどである。

## 呼称・語源
- 英名のwolverine（ウルヴァリン）の語源は不詳[19]だが、wolver（wolf + erで「狼のようにふるまう人」あるいは「狼狩りをする人」の意）に接尾辞ing（「〜に属する」の意）がついて派生したものとの説がある[20]。gluttonはラテン語gluttio（「のみこむ」の意）より派生し「大食漢」の意味をもつ[20]。これらの他に英語では、carcajou、skunk bearの別名がある[20]。ちなみに、Wolverine State（クズリ州）とはミシガン州の俗称[20][21]でもある。なお、アメリカンコミックスのX-メンには、クズリの特徴をもったミュータントのキャラクター、ウルヴァリンが登場する。
- 和名のクズリは元はニヴフ語における呼称（к'узр̌ [kʰuzr̥][22]）とされる[8]。

- 白浦や落帆などの樺太アイヌ語諸方言ではクチリ（樺太アイヌ語: kuciri）と呼称する。これはクズリが樹上から下にいる人間に放尿する習性を指したもので、kuciriとは小便の意である[23]。